# CZ-75
CZ-75 je polavtomatska pištola, ki je nastala v češkoslovaški tovarni Česká Zbrojovka, točneje v njenih poskusnih obratih v mestu Uherský Brod. Njena »očeta« pa sta bila brata Koucky.

## Zgodovina
Pištola je nastala leta 1975 in je bila sprva namenjena samo za izvoz. Serijska proizvodnja je stekla leta 1976, ko so bile odpravljene prve pomankljivosti, ki so se pojavile pri prototipnih izdelkih.

## Opis
CZ-75 je izdelana iz jekla, le nekatere novejše različice so izdelane iz ojačenega aluminija. Deluje na principu kratkega trzanja cevi (Browningov princip), pri čemer se pomik cevi nazaj ustavi na dveh obročih, ki se nahajata na koncu cevi in sta del ležišča naboja. Pištola je izdelana z več različnimi načini varovanja. Tako je na voljo z vzvodom za varno spuščanje kladivca in na klasični varovalki kladivca. Na osnovnih modelih so merki fiksni, pri športnih modelih pa nastavljivi. Osnovni modeli imajo prav tako bolj preproste plastične obloge ročaja, športni modeli pa so na voljo z lesenimi ali aluminijastimi. Pištola je na voljo v dveh kalibrih; 9 mm Luger ter .40 S&W.
Zaradi enostavnega delovanja, visoke odpornosti, primerne cene ter zanesljivosti ter natančnosti, je priljubljena pri uporabnikih in v službi mnogih varnostnih sil po svetu. S CZ-75 so oborožene policijske enote na Češkem, Turčiji in drugod, na Slovenskem pa jih uporablja Ministrstvo za pravosodje RS. K visoki priljubljenosti prispeva tudi okvir z relativno veliko kapaciteto, kar dela to pištolo še posebej priljubljeno pri praktičnih strelcih, še posebej priljubljen pa je model CZ-75 ST IPSC, s katerim streljajo prvaki IPSC Slovenije, Srbije, Češke in še mnogi drugi.

## Različice
- CZ-75 - osnovna različica
- CZ-75B - posodobljena različica
- CZ-75DAO - različica s samo dvojnim delovanjem sprožilca
- CZ-75 Compact - pomanjšana različica
- CZ-75 SP 01 - športna različica
- CZ-75 SP 01 Shadow - izbljšana športna različica, izdelana za tovarniško skupino IPSC
- CZ-75 ST IPSC - športna različica prirejena za IPSC strelce, kasneje zaradi tožbe preimenovana v CZ 75 TS (Tactical Sport)